# Palustriella
Palustriella es un género de musgos hepáticas perteneciente a la familia Amblystegiaceae. Comprende 4 especies descritas y de estas, solo 3 aceptadas:

## Taxonomía
El género fue descrito por Leopold Ochyra y publicado en Journal of the Hattori Botanical Laboratory 67: 223–228, f. 5–6. 1989. La especie tipo es: Palustriella commutata (Hedw.) Ochyra	

## Especies aceptadas
A continuación se brinda un listado de las especies del género Palustriella aceptadas hasta junio de 2013, ordenadas alfabéticamente. Para cada una se indica el nombre binomial seguido del autor, abreviado según las convenciones y usos.
- Palustriella commutata (Hedw.) Ochyra
- Palustriella decipiens (De Not.) Ochyra
- Palustriella falcata (Brid.) Hedenas